# Куйган (Келесский район)
Куйган (каз. Құйған, до 2002 г. — Октябрь) — село в Келесском районе Туркестанской области Казахстана. Входит в состав Актобинского сельского округа. Код КАТО — 515437780.

## Население
В 1999 году население села составляло 594 человека (307 мужчин и 287 женщин). По данным переписи 2009 года, в селе проживало 806 человек (407 мужчин и 399 женщин).